# Lady Ganga
Michele Lenore Frazier (6 de octubre de 1966 - 5 de febrero de 2012), también conocida como Lady Ganga, fue una estadounidense que estableció un récord mundial en surf de remo al remar 100 km por el Ganges en la India

## Biografía
Hija de Ruth y Kendrick Frazier. Baldwin creció en Virginia, junto con su hermano mayor Christopher, hasta que la familia se mudó a Albuquerque. Según su padre, Michele siempre amó el agua, se convirtió en instructora de kayak y guía fluvial en el Río Bravo.
Cuando Frazier tenía 19 años, ahorró suficiente dinero para viajar a la India limpiando zapatos en los bares locales de Country. En su viaje descubrió el budismo. 
Fue diagnosticada con cáncer de cuello uterino terminal en 2011. Su objetivo era recaudar dinero y crear conciencia sobre el cáncer de cuello uterino, la infección por el virus del papiloma humano y la vacuna contra el VPH.
En 2016, la película Lady Ganga recibió el Premio Humanitario Internacional Flickers en el Festival Internacional de Cine de Rhode Island.

## Vida privada
Michele Fraizer se casó dos veces, tuvo dos hijos con su primer marido y un hijo con el segundo. Vivía en Colorado con su segundo esposo y luego regresó a Albuquerque en 2009, donde trabajó como paramédica. Ella era conocida por cambiar el color de su cabello según sus planes de viaje. Cuando fue a España, Francia y Marruecos, se tiñó el pelo de negro y para su último viaje a la India eligió el rubio.